# Darko Čeferin
Darko Čeferin (* 11. Juli 1968 in Jugoslawien) ist ein ehemaliger slowenischer Fußballschiedsrichter aus Kranj.

## Werdegang
Čeferin wurde von der UEFA 2002 bei der U-19-Fußball-Europameisterschaft in Norwegen eingesetzt; hier pfiff er das Finale zwischen Deutschland und Spanien, das die Spanier mit 1:0 gewannen. Im Oktober des Jahres leitete er mit der Partie Griechenland gegen Armenien sein erstes EM-Qualifikationsspiel, dem unter anderem die 0:4-Niederlage Liechtensteins in der Slowakei am 2. April 2003 folgte. 2004 pfiff er das WM-Qualifikationsspiel zwischen Georgien und Dänemark. In Kaiserslautern leitete er am 27. Mai 2008 ein Freundschaftsspiel der deutschen Nationalmannschaft gegen Belarus. Das Vorbereitungsspiel auf die EM 2008 endete mit einem 2:2-Unentschieden.
Auch im UEFA-Cup und der Champions League hatte Čeferin regelmäßige Auftritte; zuletzt leitete er in der Champions League am 27. November 2007 den 3:2-Sieg des VfB Stuttgart gegen die Glasgow Rangers.